# Ann Savage

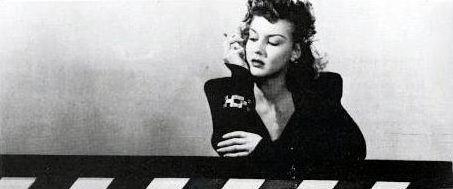
Ann Savage

Ann Savage (Columbia (South Carolina), 19 februari 1921 - Hollywood, 25 december 2008) was een Amerikaans actrice. Ze speelde overwegend rollen als femme fatale.
Savage werd geboren als Bernice Maxine Lyon. Ze speelde van 1943 tot en met 1986 in 31 films, waarvan een aanzienlijk deel low budget producties waren. Ze overleed op 87-jarige leeftijd in haar slaap na complicaties ten gevolge van verschillende beroertes.
Savage trouwde tweemaal. Haar eerste huwelijk met Clark Tennesen in 1939 liep na twee jaar op de klippen. Met haar tweede echtgenoot Bert D Armand was ze samen van 1942 tot aan zijn overlijden in 1969.

## Filmografie
- My Winnipeg (2007)
- Fire with Fire (1986)
- Woman They Almost Lynched (1953)
- Pier 23 (1951)
- Jungle Jim in Pygmy Island (1950)
- Satan's Cradle (1949)
- Jungle Flight (1947)
- Renegade Girl (1946)
- Lady Chaser (1946)
- The Last Crooked Mile (1946)
- The Dark Horse (1946)
- The Spider (1945)
- Detour (1945)
- Apology for Murder (1945)
- Midnight Manhunt (1945)
- Scared Stiff (1945)
- Dancing in Manhattan (1944)
- The Unwritten Code (1944)
- Ever Since Venus (1944)
- The Last Horseman (1944)
- Two-Man Submarine (1944)
- What a Woman! (1943)
- Klondike Kate (1943)
- Footlight Glamour (1943)
- Dangerous Blondes (1943)
- Passport to Suez (1943)
- Two Señoritas from Chicago (1943)
- Saddles and Sagebrush (1943)
- Murder in Times Square (1943)
- The More the Merrier (1943)
- After Midnight with Boston Blackie (1943)
- One Dangerous Night (1943)

- Biblioteca Nacional de España: XX1785585
- Bibliothèque nationale de France: cb142246619 (data)
- Gemeinsame Normdatei: 140848231
- International Standard Name Identifier: 0000 0000 8141 3093
- Library of Congress Control Number: no95044999
- MusicBrainz: 9533e58f-b1e6-4a6a-ac5d-ec0dc69b088d
- Nationale Bibliotheek van Tsjechië: xx0178556
- Nationale Bibliotheek van Israël: 987007332266405171
- Istituto Centrale per il Catalogo Unico: UBOV073024
- Système universitaire de documentation: 087572680
- Virtual International Authority File: 61758413
- WorldCat: E39PBJcr9XF8xPcmffrb8W7vHC